# EDF1
O fator 1 relacionado à diferenciação endotelial é uma proteína que em humanos é codificada pelo gene EDF1.

## Função
Este gene codifica uma proteína que pode regular a diferenciação das células endoteliais. Postulou-se que a proteína funciona como uma molécula de ponte que interconecta proteínas regulatórias e a maquinaria transcricional basal, modulando assim a transcrição de genes envolvidos na diferenciação endotelial.

## Interações
EDF1 demonstrou interagir com:
- Liver X receptor alpha,[6]
- Proliferadores de peroxissoma tipo gama,[6]  e
- TATA binding protein.[6][7][8]